# Marcel Bezençon
Marcel Bezençon (Orbe, 1 de maio de 1907 — Lausana, 17 de fevereiro de 1981) foi um empresário e jornalista suíço. Em 1955, criou o Festival Eurovisão da Canção, baseado no Festival de Sanremo, e entre 1955 e 1970, foi o presidente da União Europeia de Radiodifusão.
Em sua honra, os cantores suecos Christer Björkman (vencedor do festival da canção sueca Melodifestivalen e participante no Festival Eurovisão da Canção de 1992) e Richard Herrey (integrante da banda Herreys, que foi a vencedora do Melodifestivalen e do Festival Eurovisão da Canção de 1984) criaram os Prémios Marcel Bezençon em 2002.